# Siność siatkowata
Siność siatkowata, sinica siateczkowata, sinica marmurkowata (łac. livedo reticularis) – schorzenie dermatologiczne objawiające się czerwononiebieskimi plamami na skórze, tworzącymi siateczkę. Wzór ułożenia plam się nie zmienia. 
Zmiany mają charakter naczyniowy; uważa się, że wynikają z zaburzenia drenażu żylnego z obszarów skóry brzeżnie położonych do miejsc o bogatym unaczynieniu tętniczym. Pod wpływem zimna zmiany skórne są wyraźniejsze i ciemniejsze. Siność siatkowata może mieć charakter idiopatyczny lub występować wtórnie jako objaw chorób naczyń (zapaleń naczyń swoistych i nieswoistych, kolagenoz). Może wystąpić jako reakcja po lekach, na przykład amantadynie, chininie i chinidynie. Diagnostyka różnicowa obejmuje marmurkowatość skóry, sinicę w przebiegu wrodzonych wad serca, skórę marmurkowatą naczyniastą, naczyniak pełzakowaty i przewlekłe uszkodzenie cieplne skóry. Przebieg może być postępujący lub stacjonarny.